# Накано-Фудзимитё (станция)
Станция Накано-Фудзимитё (яп. 中野富士見町駅 накано фудзимитё: эки) — железнодорожная станция на линии Маруноути расположенная в специальном районе Накано, Токио. Станция обозначена номером m-04. Была открыта 4-го февраля 1961 года. На станции установлены автоматические платформенные ворота.

## Планировка станции
Две платформы бокового типа и 2 пути.
| 1 | ○ Линия Маруноути | Хонантё                           |
| 2 | ○ Линия Маруноути | Накано-Сакауэ, Огикубо, Икэбукуро |

## Близлежащие станции
| «       |  | Линия                         |  | »              |
| ------- |  | ----------------------------- |  | -------------- |
| Хонантё |  | Линия Маруноути (ответвление) |  | Накано-Симбаси |